# Ranchão
Ranchão é uma pequena vila do município de Nova Mutum, no estado brasileiro do Mato Grosso, com aproximadamente dois mil habitantes. O nome se deve ao rio Ranchão que circunda a região.
Não se sabe precisar exatamente a data da fundação de Ranchão, mas os moradores mais antigos dizem que seriam aproximadamente 30 anos.
A povoação tem sua economia baseada principalmente na produção de soja e milho, além da da atividade granjeira e da pecuária. Possui uma escola pública e um colégio agrícola, conhecido em todo o estado.